# Политический кризис на Украине (2006)

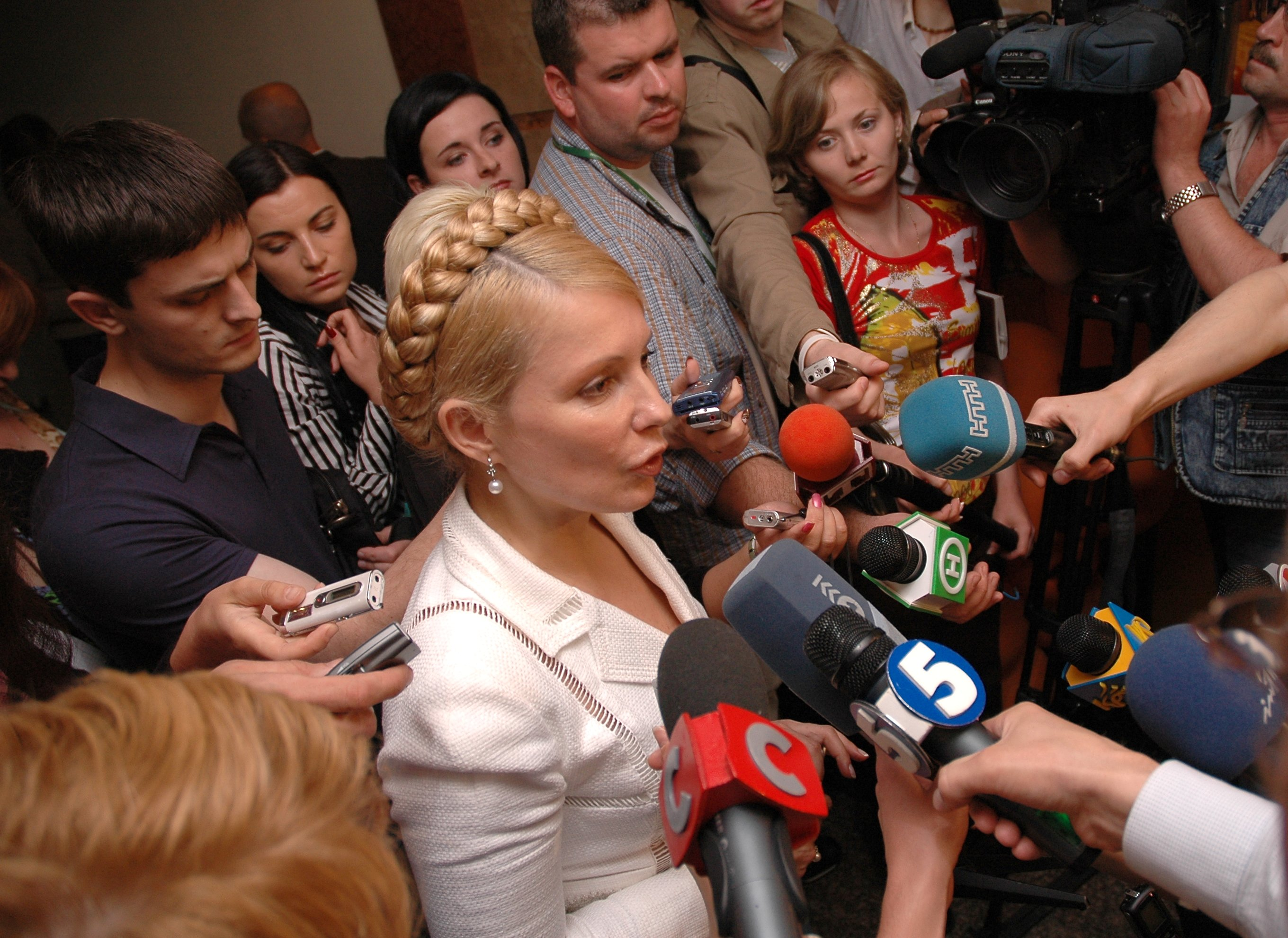
Юлия Тимошенко в штабе «Нашей Украины» объявляет о создании «Демократической коалиции», которая распалась менее чем через 2 недели.

Политический кризис на Украине в 2006 году (укр. Політична криза в Україні у 2006 році), также известный как «Коалициада-2006» (укр. «Коаліціада-2006») — долгосрочный процесс формирования коалиции парламентского большинства в Верховной Раде Украины V созыва, связанный со стремлением двух политических лагерей — пропрезидентского «оранжевого» («Наша Украина», «Блок Юлии Тимошенко» и, изначально, «Социалистическая партия Украины») и оппозиционного «бело-голубого» («Партия регионов» и «Коммунистическая партия Украины»), установить контроль над парламентом и, как следствие, правительством. Результатом стало формирование «Антикризисной коалиции» в составе фракций «Партии регионов», КПУ и перешедшей на сторону «бело-голубых» СПУ, которая, после трений с президентом Виктором Ющенко, назначила правительство Виктора Януковича.

## Предыстория
Осенью 2004 года на Украине проходили президентские выборы, во второй тур которых вышли: прозападный кандидат от объединённой оппозиции Виктор Ющенко и кандидат от пророссийской «Партии регионов» Виктор Янукович, которого считали ставленником действовавшего президента Леонида Кучмы. Согласно официальным данным второго тура, победу в выборах одержал Янукович (с преимуществом в 3 %). Однако эти данные резко отличались от результатов национальных экзит-полов, согласно которым победителем становился Ющенко. Многие зарубежные наблюдатели заявили о масштабных нарушениях в ходе голосования, а также фальсификациях (преимущественно, в пользу провластного кандидата). Объявление о победе Януковича вызвало резкое недовольство среди сторонников Ющенко, они опротестовали официальные итоги выборов в суде и организовали широкомасштабные акции протеста, впоследствии ставшие известными как «Оранжевая революция». 3 декабря 2004 года Верховный суд Украины постановил, что определить действительные итоги выборов, по причине нарушения Центральной избирательной комиссией ряда законов, невозможно, и распорядился провести повторное голосование. 8 декабря в Верховной Раде в результате достигнутого политического компромисса состоялось большое пакетное голосование: 402 голосами был принят, среди прочих, Закон «О внесении изменений в Конституцию Украины», которым право формирования правительства переходило от президента к парламенту. Согласно закону, эти изменения должны были вступить в силу с 1 января 2006 года. То есть, первым созывом Верховной Рады, который должен был самостоятельно назначить правительство, должен был стать созыв, избранный на выборах весны 2006 года.
Повторное голосование президентских выборов 2004 года зафиксировало победу Ющенко.

## Хронология событий
- 26 марта — на Украине проходят парламентские выборы, по результатам которых политические партии получили следующее количество представителей в Верховной Раде V созыва:
  - «Партия регионов» (186);
  - «Блок Юлии Тимошенко» (129);
  - «Наша Украина» (81);
  - «Социалистическая партия Украины» (33);
  - «Коммунистическая партия Украины» (21).
- Президент Украины Виктор Ющенко, проведя консультации с руководителями парламентских партий, принимает решение поддержать создание так называемой «оранжевой» «Демократической коалиции» (БЮТ, «Наша Украина» и СПУ). Первые три месяца после парламентских выборов уходят на улаживание разногласий между партнёрами по коалиции. Быстрому достижению договорённости мешают претензии Юлии Тимошенко (БЮТ) на пост премьер-министра и Александра Мороза (СПУ) — на пост председателя Верховной Рады.
- 22 июня — официально объявлено о результатах переговоров трёх политических сил, вошедших в коалицию, и распределении между ними ключевых постов:
  - БЮТ — премьер-министр Юлия Тимошенко, полный контроль над экономическим блоком правительства (министры экономики, финансов, топлива и энергетики, угольной промышленности, по вопросам чрезвычайных ситуаций, аграрной политики, по вопросам строительства, архитектуры и жилищно-коммунального хозяйства, здравоохранения, культуры и туризма), а также посты руководителей НАК «Нефтегаз Украины», Фонда государственного имущества и Государственного комитета по теле- и радиовещанию, налоговой администрации, государственного казначейства.
  - «Наша Украина» — контроль над силовым блоком (министры внутренних дел, юстиции и обороны), внешней политикой (министр иностранных дел), должности вице-премьер-министра по вопросам административно-территориальной реформы, министров промышленной политики, труда и социальной политики, по делам семьи, молодежи и спорта, руководителя Антимонопольного комитета.
  - СПУ — первый вице-премьер-министр, министры транспорта и связи, экологии, образования.
- Между членами коалиции были распределены и все руководящие посты в Верховной Раде:
  - БЮТ — посты первого вице-спикера и глав двенадцати комитетов (в том числе по вопросам борьбы с коррупцией и организованной преступностью, строительства и жилищно-коммунального хозяйства, транспорта и связи).
  - «Наша Украина» — председатель Верховной Рады Пётр Порошенко, посты глав шести комитетов (в том числе бюджетного, по вопросам национальной безопасности, аграрной политики, финансов и банковской деятельности).
  - СПУ — посты глав трёх комитетов (ТЭК, иностранных дел и по вопросам экономической политики).
- 27 июня — «Партия регионов» и КПУ, не получившие ни одного руководящего поста, заявили об уходе в «жёсткую оппозицию», а затем прибегли к блокированию зала заседаний Рады для того, чтобы не допустить «пакетного» голосования по кандидатурам премьер-министра и председателя парламента (Тимошенко и Порошенко соответственно), которое, по мнению коалиции, должно было закрепить достигнутые межпартийные договорённости.
- Участники «Демократической коалиции» через некоторое время, под давлением президента Виктора Ющенко, вынуждены пойти на переговоры с оппозицией для достижения некоего компромисса.
- 6 июля — объявляется о достигнутом компромиссном соглашении, однако в ходе выдвижения кандидатур на пост председателя Верховной Рады социалист Александр Мороз неожиданно выставляет свою кандидатуру против кандидатуры Петра Порошенко и одерживает победу, получив поддержку фракции «Партии регионов», КПУ и большинства членов фракции СПУ. Фракции «Нашей Украины» и БЮТ в выборах спикера участвовать отказались, обвинив Мороза в «предательстве» и развале коалиции. Часть членов фракции СПУ также не поддержали своего лидера.
- 7 июля — подписано соглашение о создании новой, «Антикризисной коалиции» парламентского большинства, в которую вошли 238 депутатов:
  - «Партия регионов» (183);
  - СПУ (29);
  - КПУ (21); а также:
  - «Наша Украина» (2);
  - БЮТ (4);
  - 1 внефракционный депутат (Александр Мороз).
- Мороз отзывает свою подпись под соглашением о создании «Демократической коалиции» с БЮТ и «Нашей Украиной», которая, таким образом, прекращает своё существование, не продержавшись и двух недель. Первым же шагом нового большинства стало выдвижение кандидатуры лидера «Партии регионов» Виктора Януковича на пост премьер-министра. Юлия Тимошенко требует от президента Виктора Ющенко распустить Верховную Раду. Глава государства же, после встречи с Александром Морозом, призывает к формированию так называемой широкой коалиции с участием «Нашей Украины».
- 8 июля — Виктор Ющенко в своём еженедельным обращении дал понять, что может внести кандидатуру Виктора Януковича на пост премьера, только если парламент приведёт к присяге судей Конституционного суда, назначенных по квоте президента.
- 11 июля — Виктор Янукович официально выдвинут на пост премьер-министра Украины — соответствующий документ Александр Мороз направляет президенту Ющенко. «Наша Украина» и БЮТ считают это выдвижение незаконным и намерены обжаловать его в суде. Назначен первый заместитель председателя Рады — Адам Мартынюк (КПУ). Пост второго заместителя предложен «оранжевой» оппозиции.
- 18 июля — «Антикризисная коалиция» повторно выдвигает кандидатуру Виктора Януковича на пост премьер-министра.
- 27 июля — 3 августа — Виктор Ющенко долгое время отказывается вносить в парламент кандидатуру одного из своих главных политических оппонентов, Виктора Януковича, на пост премьер-министра. Время от времени президент угрожает роспуском Рады — но, по-видимому, его останавливает понимание того, что рейтинг его партии «Наша Украины» падает, и в случае проведения новых выборов «Партия регионов» может набрать больше голосов, чем союз «Нашей Украины» и БЮТ. Это же понимание позволяет Януковичу действовать с позиции силы и отказываться идти на какие бы то ни было уступки. Одновременно КПУ и СПУ заявляют, что будут всеми силами бороться против роспуска Рады, а Александр Мороз заявляет о своей готовности внести кандидатуру Януковича на назначение парламентом, если президент откажется это сделать. В конце концов Ющенко предлагает всем парламентским партиям подписать некий «Универсал национального единства», которым, по его мнению, были бы закреплены принципы деятельности нового правительства. Работа над этим документом длится неделю. Но и здесь Янукович фактически заставляет президента согласиться на все свои правки по принципиальным проблемам — интеграции Украины в НАТО, участию в Едином экономическом пространстве, статусу русского языка и по вопросу церкви. Ющенко до последней минуты пытается вести самостоятельную политическую игру, поочерёдно принимая у себя двух своих главных политических противников — Януковича и Тимошенко, пытаясь оговорить для себя наиболее благоприятные условия будущего политического альянса. В конце концов он соглашается на условия Януковича.
- 3 августа — в Секретариате президента был торжественно подписан «Универсал национального единства» — документ, который, по мысли главы государства, должен стать основой программы деятельности правительства, создаваемого «Антикризисной коалицией». Универсал подписали лидеры всех парламентских фракций, кроме главы БЮТ Юлии Тимошенко. По её словам, президент «уступил по фундаментальным позициям» и фактически согласился с «капитуляцией „оранжевого“ лагеря». Тимошенко призвала депутатов, разделяющих её взгляды, создать межфракционное оппозиционное объединение. Лидер КПУ Пётр Симоненко подписал документ с оговорками — за исключением шести пунктов, которые расходятся с программой коммунистов. Подавляющее большинство спорных пунктов поданы именно в той редакции, на которой настаивала «Партия регионов». Из документа исключено требование об отказе от федерализации. В пункте о государственном статусе украинского языка исчезло слово «единственный» («регионалы» выступают за придание русскому языку статуса второго государственного). А в пункте, декларирующем стремление Украины к вступлению в НАТО, появились слова об обязательном референдуме по этому вопросу, против чего Ющенко категорически возражал. В тот же день глава государства внёс в Верховную Раду кандидатуру Виктора Януковича на пост премьер-министра. Он заявил:Я принял решение внести кандидатуру Януковича Виктора Фёдоровича на пост премьер-министра. Я понимаю всю сложность, которая возникает и на востоке, и на западе Украины по поводу любой кандидатуры, но обращаюсь к нации — с пониманием к этому отнестись. У нас есть уникальный шанс осуществить то, о чём мы мечтали на Майдане: свести оба берега Днепра к согласию. .4 августа — вечером Верховная Рада назначила Виктора Януковича на пост премьер-министра. Накануне голосования существовала опасность раскола «Антикризисной коалиции» — КПУ отказывалась принимать участие в голосовании, протестуя против вхождения в коалицию «Нашей Украины», а большинство членов «Нашей Украины» заявили, что в коалицию войдут, но голосовать за Януковича не станут. Кроме того, СПУ и КПУ обнаружили, что «Партия регионов» и «Наша Украина» без их согласия внесли исправления в первоначальный текст коалиционного соглашения, подписанный при формировании большинства:
  - опущено положение о моратории на продажу земли;
  - изменён механизм формирования коалиции — ранее её формировали депутатские фракции, а в новой редакции оказалось предусмотрено индивидуальное членство;
  - опущено положение, дающее каждой фракции, входящей в коалицию, право вето при подготовке решений.

За Януковича единогласно проголосовали члены фракции «Партии регионов», практически полностью фракции КПУ и СПУ, лишь треть фракции «Нашей Украины». Фракция БЮТ проигнорировала голосование. Поддержали Януковича всего 6 депутатов, заявивших о своём выходе из фракции БЮТ. Перед голосованием Верховная Рада полностью сформировала Конституционный суд, что было одним из условий президента, который рассчитывал на то, что суд отменит политическую реформу 2004 года, урезавшую полномочия гаранта в пользу правительства. Александр Мороз и Виктор Янукович, однако, сделали всё возможное, чтобы этого не допустить — заседание парламента они начали с принятия специального закона о запрете пересмотра политической реформы. Исходя из этого документа, Конституционный суд не имеет права подвергать ревизии изменения, внесённые в Конституцию в 2004 году, в разгар  «Оранжевой революции». Закон тут же был отправлен на подпись Ющенко, который подписал его лишь после очередного скандала, длившегося несколько часов.

## Истинные мотивы «Коалициады-2006» согласноWikiLeaks
Из-за «Коалициады-2006» Тимошенко не получила пост премьер-министра. Стороннему наблюдателю «Коалициада-2006» казалась абсурдом — три месяца выпуски новостей на телевидении ежедневно обсуждали всё новые малозначащие требования «Нашей Украины» к БЮТ и СПУ без какого-либо продвижения к созданию коалиции.
Политологи делали предположения, что «коалициада» лишь скрывала союз Ющенко и Януковича против Тимошенко. Действительно, у бизнес-крыла «Нашей Украины» были тесные контакты с представителями «Партии регионов»:
- На протяжении 2005—2010 годов — Тимошенко неоднократно высказывалась против частной компании «Росукрэненерго», которая была главным посредником в торговле «российским природным газом» в Украине. Тимошенко стремилась к тому, чтобы торговлю газом между Украиной и Россией осуществляли лишь государственные компании — «Газпром» и «Нефтегаз Украины» — в этом её поддерживал председатель Правительства России Владимир Путин и не поддерживал Президент Украины Виктор Ющенко, который последовательно защищал «Росукрэненерго», поскольку «украинская часть компании» принадлежала другу Ющенко — Дмитрию Фирташу, и представителям «Партии регионов» Юрию Бойко и Сергею Лёвочкину.
- Вторым вопросом был вопрос о передаче шельфа Чёрного и Азовского морей в длительную аренду компании «Венко» (полное название «Vanco Prykerchenska»)[3] — за «Венко» вновь стояли Фирташ, а также «регионал» и олигарх Ринат Ахметов. Именно в апреле 2006 голосами «Партии регионов» и «Нашей Украины» было утверждено то самое постановление об аренде шельфа для компании «Венко»[3], то есть «бело-голубые» и «оранжевые» прекрасно нашли общий язык в таком важном вопросе во время «коалициады».

Однако до настоящего времени «Коалициада-2006» и «Универсал национального единства» выглядели так, будто Ющенко был принуждён к союзу с «Партией регионов» силою непреодолимых обстоятельств и изменой Александра Мороза. Но в декабре 2010 на сайте WikiLeaks опубликованы секретные доклады посла США в Украине, где говорится, что 22 марта 2006 года (то есть за 4 дня до дня парламентских выборов) министр обороны Украины Анатолий Гриценко (который входил в ближайшее окружение Ющенко) встретился с американским послом для важного разговора. Гриценко сообщил послу, что на прошлой неделе проводил переговоры с Ринатом Ахметовым (которого посол назвал «крёстным отцом „Партии регионов“») об отношении «регионалов» к NATO. Гриценко настойчиво убеждал посла в том, что:

1) коалиция «Нашей Украины» и «Партии регионов» вполне возможна;

2) в такой коалиции «Партия регионов» не будет стремиться к пересмотру планов Ющенко по интеграции Украины с NATO (при условии, что за Гриценко останется пост министра обороны).

Надо подчеркнуть, что результатом «Коалициады-2006» и «Универсала» как раз и стал союз «Партии регионов» и «Нашей Украины», причём Гриценко остался в должности министра обороны (всего в правительстве Януковича было 8 министров от пропрезидентской партии). Таким образом, материалы Wikileaks говорят, что затяжки в «Коалициаде-2006» проходили вполне осознанно и достигли запланированных целей.